# WANTED!
『WANTED!』（ウォンテッド!）は、TOKYO FMをキー局にJFN系列で2005年4月4日から2007年3月29日まで放送されていたラジオ番組。
なお、2007年4月以降は月 - 金で『DAY BREAK』（金曜は『DAY BREAK FRIDAY』）が放送されている。

## 番組概要
- 2005年4月に、それまで放送されていた『BPR5000』（月曜日 - 水曜日）と『しんドル』（木曜日）の後番組としてスタートした。
- コンセプトは「男のための、遊びの総合案内所」である。
- 基本的に生放送であるが、パーソナリティのスケジュールの都合で収録の週もある。水曜日は2005年10月から2006年3月まで収録だった。

## 放送時間
- 毎週月曜日 - 木曜日 27:00 - 29:00 （毎週火曜日 - 金曜日未明 3:00 - 5:00）

## ネット局
- JFN34局ネット

但し、AIR-G'、FM OSAKA、JOEU-FM(愛媛県)、fm fukuokaの4局は未放送だが、近隣の地域（北海道なら青森、大阪なら滋賀、兵庫、徳島など、愛媛は広島、香川、山口、大分など、福岡は山口、熊本、大分、佐賀など）のFM電波が届くことができれば実質は聴取可能である。

## パーソナリティ

### 月曜日
- RHYMESTER

WANTED!月曜日RHYMESTER
- まーたん（番組放送作家の結城雅美 ※通称『バブル時代のファッションリーダー』や『赤ペン』、『デビルまさみ』等と呼ばれている）

旧月曜パーソナリティ（2005年9月26日まで）
- 李闘士男
- 大網亜矢乃

### 火曜日
- バナナマン（日村勇紀、設楽統）

WANTED!火曜日バナナマン　
主なゲスト
- ダブルブッキング
- 魚でF及川裕也
- ビーム
- マイク・ハル・エル・じゅんこ
- 大根仁
- 岡宗秀吾
- 井戸田潤
- 星野源

### 水曜日
- コンドルズ
（番組表などでは「近藤良平、勝山康晴」と紹介されることもあるが、実際には勝山康晴、青田潤一と、メンバーのうちの１人が週替わりで出演している。）

WANTED!水曜日コンドルズ
旧水曜パーソナリティ（2006年3月29日まで）
- 菊地成孔
- 大谷能生

### 木曜日
- 城咲仁
- 猫ひろし

WANTED!木曜日城咲仁&猫ひろし

## コーナー

### 月曜日
- オープニングの小芝居
- 音楽はすばらしい（当初は各三人が持ち回りだったがいつの間にかなくなる。通称：おんすば）
- DJ JinのMIX TIME（DJのゲストが来た時はゲストが担当）
- スタジオ生ライブ（縁のあるはゲストが来た際ブースでの生ライブ）
- まーたんのこれが聴きたい(不定期コーナーとしてスタートしたが2回しかやっていない)

〜旧コーナー〜
- 真夜中のご当地対決
- 真夜中のモーニングコール

### 火曜日
- 火曜・俳句の会
- バージョンBU･KI･MI
- 1分持つどうでもいい話
- ブサイクだけどなんなのさ〜

〜旧コーナー〜
- ボッキングメッセージ
- ヒムペキ
- 日村勇紀の「そんな悩み3秒もかからん!」

### 水曜日
- 木曜DIYセンター･ヒマホーム
- 世界史馬鹿
- 恋のタイトロープ・優しさは罪
- 全日本ポエム選手権
- コンドル法典

〜旧コーナー（2006年3月29日まで）〜
- 今週のJ-POPベストテン - オリコンランキングベストテンに入った曲を流し、真面目に解説したり悪ふざけしながら他の楽曲をミックスするコーナー。例）魔法先生ネギま！の主題歌にヴードゥーをミックス。
- 「技術の川崎さん」の私物プレゼントコーナー（生放送の時のみ）

### 木曜日
- 鉄板少女ミヨ
- ひろしの挑戦状
- ランク報告
- 仁語録
- 男らしさ王決定戦
- 仁の人生相談
- 兄貴に聞け!

〜旧コーナー〜
- おか〜さ〜ん!
- 今週のひろしメモ
- 猫スポ!!

## 番組オリジナルグッズ
- 番組特製メールブロック（曜日通して）
- 番組特製ステッカー（曜日通して）

### 月曜日
- RHYMESTER特製手ぬぐい a.k.a布

### 火曜日
- ポラロイド
- 日村自腹購入プレゼントや自宅の私物など（通称ヒムペキ兄さんの罰ゲームなどで）

### 水曜日
- コンドルズオリジナルグッズ（バッジ・タオル・Tシャツの3種。）

### 木曜日
- 黒地蔵
- コックさん

共に、「男らしさ王決定戦」の賞品として。

## 使用曲
- OPナレーションのBGMは映画「ブロークン・アロー」のサウンドトラック